# Mila Pavićević
Mila Pavićević (* 4. Juli 1988 in Dubrovnik) ist eine kroatische Schriftstellerin. 2009 gewann sie den Literaturpreis der Europäischen Union für das Buch "Ice girl and other fairy tales".
Sie wurde in Dubrovnik geboren und wuchs dort auch auf. Sie studierte Vergleichende Literatur sowie Griechisch und Griechische Literatur an der Universität Zagreb. 
Für ihr literarisches Werk erhielt sie mehrere Auszeichnungen für junge Schriftstellerinnen und Schriftsteller in Kroatien. Ihre Texte wurden übersetzt und in Europa und Südamerika publiziert.
Sie lebt in Berlin und arbeitet mit verschiedenen Kunstschaffenden hauptsächlich im Bereich Tanz und Choreographie zusammen. Seit Oktober 2020 arbeitet sie an der Freien Universität Berlin als wissenschaftliche Mitarbeiterin der Tanzwissenschaft.

## Auszeichnungen (Auswahl)
- 2009: Literaturpreis der Europäischen Union